# Willis Eugene Lamb
Willis Eugene Lamb (født 12. juli 1913 i Los Angeles, død 15. maj 2008 i Tucson, Arizona) var en amerikansk fysiker.
Han blev tildelt nobelprisen i fysik sammen med Polykarp Kusch i 1955.